# Astomum tenue
Astomum tenue là một loài Rêu trong họ Pottiaceae. Loài này được (Mitt.) Müll. Hal. mô tả khoa học đầu tiên năm 1900.